# رايموند جوزيف كانون
رايموند جوزيف كانون (بالإنجليزية: Raymond Joseph Cannon)‏ هو لاعب كرة قاعدة ومحامي ونقابي وسياسي أمريكي، ولد في 26 أغسطس 1894 في أيرونوود في الولايات المتحدة، وتوفي في 25 نوفمبر 1951 في ميلواكي في الولايات المتحدة بسبب مرض. حزبياً، نشط في الحزب الديمقراطي. وقد انتخب عضو مجلس النواب الأمريكي.